# Atsuya Ōta
Atsuya Ōta (太田敦也?, Ōta Atsuya; Toyokawa, 6 aprile 1984) è un cestista giapponese.

## Carriera
Con il Giappone ha disputato quattro edizioni dei Campionati asiatici (2011, 2013, 2015, 2017).